# Mahō shōjo Lyrical Nanoha A's
Mahō shōjo Lyrical Nanoha A's (魔法少女リリカルなのは エース?, Mahō shōjo ririkaru Nanoha Ēsu) è il sequel di Mahō shōjo Lyrical Nanoha, spinoff della serie di videogiochi e OAV Triangle Heart, uscita nel 2005. Una terza serie, Mahō shōjo Lyrical Nanoha StrikerS, è stata prodotta nel 2007.
Come il suo predecessore, A's è fondato sulla "magia tecnologica", piuttosto che su quella più "tradizionale" di stile fantasy, e mantiene la sua destinazione editoriale come shōnen (scontri fra i personaggi in stile videoludico e attacchi che rasentano i combattimenti fra mecha) invece che focalizzarsi su un pubblico più femminile come è solito fare un anime apparentemente di questo genere.
È presente anche una versione manga della storia, serializzata su Megami Magazine dal 31 luglio 2005 al 13 gennaio 2006, che però presenta alcune divergenze rispetto alla serie animata.

## Trama
A's è ambientato sei mesi dopo la prima serie e comincia spiegando cosa è successo nel tempo trascorso fra le due serie. Nanoha si è costantemente esercitata affinando le proprie abilità, Fate e Arf, dal canto loro, sono rimaste in custodia della Time-Space Administration Bureau, aspettando pazientemente per vedere i risultati del suo addestramento. Fate e Nanoha si sono tenute in contatto mandandosi regolarmente dei DVD video.
Successivamente Raging Heart avverte improvvisamente Nanoha di un pericolo imminente. Nanoha si ritrova così in battaglia con una misteriosa ragazza, venendo ferita gravemente a causa dei danni massicci inflitti dall'arma dell'avversaria. Fate e Yūno arrivano in tempo per salvare Nanoha da morte certa, entrando anch'essi in combattimento con la ragazza. La prima battaglia con i Wolkenritters mostrerà il livello dei loro poteri e dei loro Device.
Durante la serie Hayate Yagami, la ragazza in carrozzina, viene vista frequentemente in compagnia dei Wolkenritters. Poco dopo nella serie verrà spiegato il perché: Hayate Yagami è l'attuale padrona del libro Book of Darkness, e di conseguenza il capo dei Wolkenritters  stessi. Nonostante questo, la ragazza li tratta differentemente dai loro precedenti capi, ma anzi proprio come se fossero amici e per questo i suoi sottoposti sembrano manifestare sporadicamente dei sentimenti quando non dovrebbero. La ragione del perché la ragazzina sia in carrozzina è il libro stesso, che lentamente divora dentro di sé Hayate e i Wolkenritters. L'unico modo per fermarlo è riempire tutte le 666 pagine del libro.

## Personaggi

### Personaggi principali
Nanoha Takamachi (高町 なのは?, Takamachi Nanoha)
Una ragazza gentile, forse troppo credulona, ma ha fede nelle sue capacità e nei propri amici. Nanoha è un caso raro in quanto viene dalla Terra ma ha sorprendentemente una forte predisposizione alla magia. Brandendo la sua staffa Raising Heart, difende i propri amici con i suoi poteri magici. Aspetta il ritorno della sua amica, Fate, che rincontrerà quando cadrà nell'agguato preparatogli da Vita.
Fate Testarossa (フェイト・テスタロッサ?, Feito Tesutarossa)
Dopo gli eventi della serie precedente, Fate è stata arruolata nella Time-Space Administration Bureau. Silenziosa e riflessiva, ha il carattere opposto rispetto alla sua migliore amica, Nanoha. Insieme al suo famiglio, Arf, e il suo Device, Bardiche, sono le sole cose care che le rimangono. È stata adottata da Lindy Harlaown dopo gli abusi subiti dalla madre pazza, che si suicidò nella prima serie al posto di essere catturata.
Hayate Yagami (八神 はやて?, Yagami Hayate)
Hayate, una ragazza orfana costretta sulla sedia a rotelle, è sotto la protezione dei Wolkenritter, che combattono per lei, è cosciente che il completamento del Book of Darkness le garantirà un potere immenso, che potrebbe addirittura guarirne la paralisi, ma non è intenzionata a farlo a scapito delle vite altrui.
Nonostante questo il libro per nutrirsi divora lentamente la forza vitale della ragazza, ed eventualmente uccidendola se non fosse completato.
Yūno Scrya (ユーノ・スクライア?, Yūno Sukuraia)
Yūno è un archeologo proveniente da un altro mondo chiamato Mid-childa (ミッドチルダ?, Middo Chiruda). Yūno è specializzato inoltre in incantesimi protettivi e costrittivi, fornisce inoltre supporto per Nanoha e il resto del gruppo. Come fa intendere il suo cognome (il vocabolo inglese scrying significa veggente), Yūno ha eccezionali abilità di veggente che lo rende capace di trovare numerose informazioni riguardanti il Book of Darkness quando cerca materiale di studio nella Infinity Library (無限書庫?, Mugen Shoko, lett. Biblioteca Infinita)
Quando viaggia sulla Terra con Nanoha insieme ai suoi familiari e amici, si trasforma in un furetto, così da evitare di spiegare a tutti il perché i due sono insieme. È incerto se questa è un'abilità naturale o un incantesimo.
Pur se il rapporto fra Nanoha e Yūno in battaglia sembrano riflettere la relazione fra Fate e Arf, Yūno non è il famiglio effettivo di Nanoha in quanto non è stato creato da lei. Yūno prova dei sentimenti nei confronti di Nanoha, come confermato dall'epilogo della serie durante l'ultimo episodio. Nonostante questo Nanoha sembra vedere Yūno solamente come un amico. (Come confermato dall'introduzione presente nel manga di StrikerS)
Arf (アルフ?, Arufu)
Arf è il famiglio di Fate e il suo aspetto normale è quello di un ibrido volpe/lupo. Ciò nonostante non assume più questa forma da lungo tempo, al suo posto usa la forma di un cucciolo di cane. È capace di lanciare sia incantesimi offensivi di attacco che di supporto, quali incantesimi di costrizione. Nelle battaglie più efferate, Arf è a fianco di Yūno, agendo come supporto annullando gli attacchi nemici usando i suoi incantesimi di costrizione. Usa anche la sua forma di ragazza-cane, similare all'aspetto che hanno molte ragazze-gatto presenti in molti anime.

### Wolkenritter ("Cloud Knights")
Signum (シグナム?, Shigunamu)
Signum porta come acconciatura una lunga coda di cavallo rosa e appare essere la veterana del gruppo. Lævatein, la sua spada, è una potente arma che può essere trasformata in una frusta di lame. Signum, al contrario di Vita, mantiene la calma la maggior parte del tempo. Ha grandi conoscenze sul funzionamento della mente, ed è questo che probabilmente fa di lei il leader del gruppo, al posto della forza bruta.
Shamal (シャマル?, Shamaru)
Shamal, diventa l'antagonista di Yūno, attualmente non combatte, ma usa i suoi anelli per battere i nemici, creare portali e assorbire i Linker Cores delle vittime nel Book of Darkness. Shamal agisce come "madre" del gruppo, facendo shopping e essendo iperprotettiva verso di loro, e si inventa una scusa da dire ad Hayate sul perché è spesso fuori. È a conoscenza che Hayate non vuole che qualcuno combatta per lei, ma ciò nonostante è intenzionata a farlo.
Vita (ヴィータ?, Vīta)
Una ragazzina dal temperamento particolare, si scalda facilmente ed è morbosamente attaccata al suo cappello a forma di coniglio.
Si ritrova spesso a combattere contro Nanoha, usando il suo martello, Graf Eisen, per combattere. Vita si rifiuta arrogantemente di chiamare Nanoha col suo vero nome, inventando di volta in volta varianti, questo almeno fino a quanto unirà le forze con Nanoha nella battaglia finale.
Zafira (ザフィーラ?, Zafīra)
È il famiglio dei Wolkenritter, un grande lupo grigio. Si trasforma in un muscoloso uomo dalla pelle scura, e in battaglia si trova sempre a combattere con Arf.

## Colonna sonora
Sigla di apertura
ETERNAL BLAZE di Nana Mizuki
Sigla di chiusura
Spiritual Garden di Yukari Tamura
Canzoni di intermezzo
Snow Rain di Kana Ueda (nell'episodio 11)
BRAVE PHOENIX di Nana Mizuki (nell'episodio 12)